# Grammisgalan 1989
Grammisgalan 1989 hölls på Berns salonger i Stockholm den 9 mars 1989, och gällde 1988 års prestationer.
Efter galan avskaffades kategorin "årets religiöst", sedan vinnarna Freda' vägrat ta emot den.

## Priser
- Årets artist: Thomas Di Leva
- Årets pop/rockgrupp: Wilmer X Teknikens under
- Årets kvinnliga pop/rockartist: Marie Fredriksson
- Årets manlige pop/rockartist: Mauro Scocco
- Årets nykomling: Jakob Hellman
- Årets barn: Gunilla Bergström - Alfons Åberg Hokus Pokus
- Årets folkmusik: Filarfolket Smuggel
- Årets instrumental: Janne Schaffer Electric Graffiti
- Årets jazz: Chapter Seven Thumbs Up
- Årets klassiskt: Josef Martin Kraus Sorgemusik över Gustav III
- Årets religiöst: Freda' Tusen eldar
- Årets visa: Maritza Horn Morgon i Georgia
- Årets dansband: Vikingarna Kramgoa låtar 16
- Årets kompositör: Per Gessle Look Sharp
- Årets textförfattare: Mikael Wiehe Basin Street Blues
- Årets producent: Dan Sundquist
- Juryns specialpris: Kjell Andersson